# Liu Shiying
Liu Shiying, född 24 september 1993, är en kinesisk friidrottare som tävlar i spjutkastning.

## Karriär
Vid olympiska sommarspelen 2020 tog hon guld i spjutkastning. Vid världsmästerskapen i friidrott 2019 tog hon silver i samma disciplin.